# Österreichischer Lein
Der Österreichische Lein oder Österreich-Lein (Linum austriacum) ist ein in Mitteleuropa auf der kollinen und teilweise den montanen Höhenstufe zerstreut bis selten vorkommender Angehöriger der Leingewächse (Linaceae). 

## Erscheinungsbild

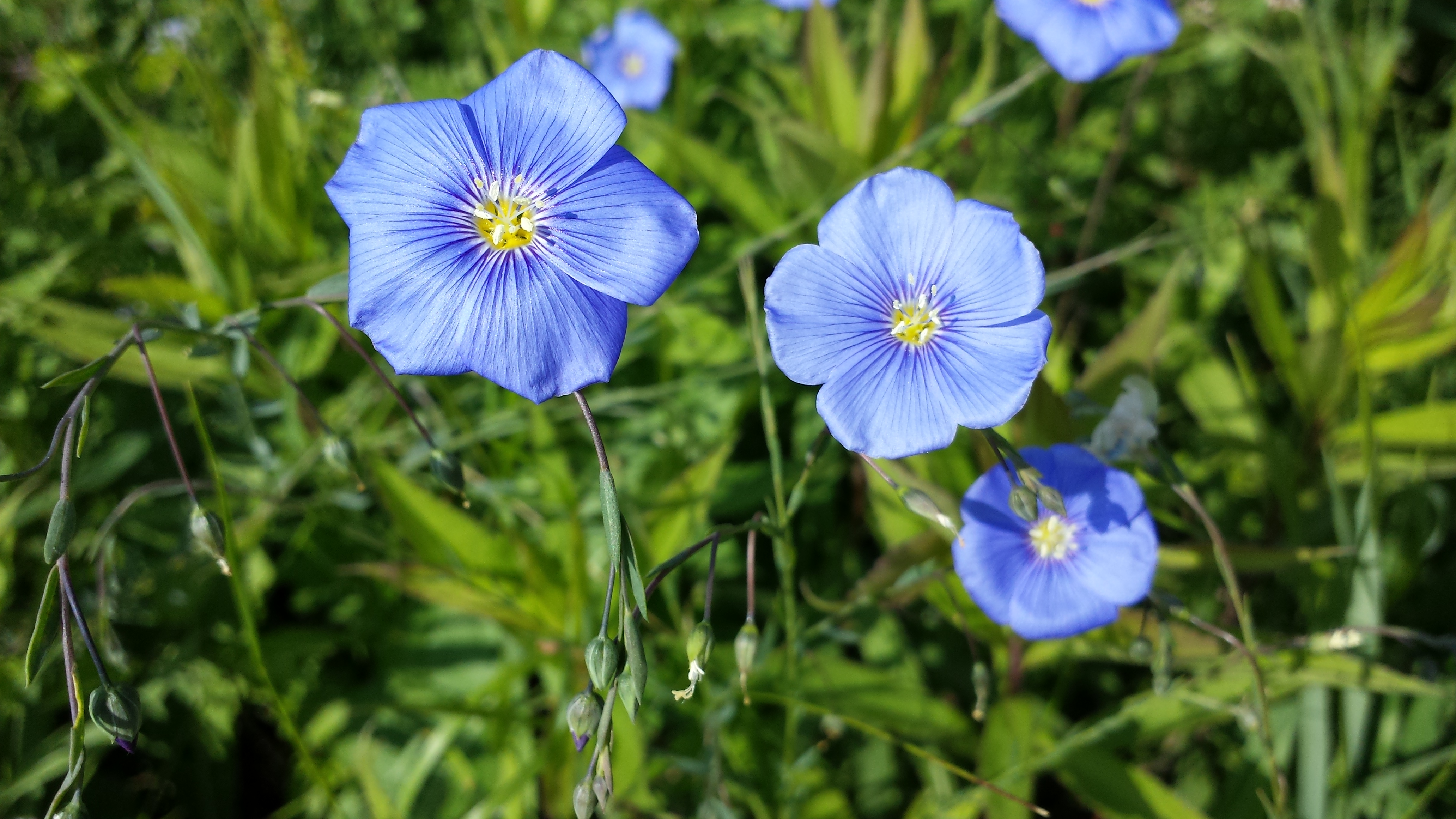
Österreichischer Lein (Linum austriacum)

Die mehrjährige krautige Pflanze erreicht eine Wuchshöhe von etwa 30 bis 60 cm. Sie ähnelt in ihrem Erscheinungsbild dem Ausdauernden Lein (Linum perenne). Der Spross ist meist aufrecht, selten aufsteigend und reich verzweigt. Die Stängelblätter sind lineal-lanzettlich geformt und unbewimpert. Die Kelchblätter sind von eiförmiger Gestalt und ziemlich gleich lang. Sie sind kürzer als die kugelig-eiförmige Kapsel. Die inneren Kelchblätter sind sehr stumpf. Der Blütenstand ist ein Thyrsus, die Teilblütenstände sind als Wickel ausgebildet und vielblütig. Die Kronblätter sind azurblau gefärbt. Die wesentlichen Unterschiede zu Linum perenne sind die waagerecht abstehenden bis abwärts gebogenen Fruchtstiele und die Differenz der äußeren zu den inneren Kelchblättern, die bei Linum austriacum nur 0 bis 0,3 mm beträgt, während es bei Linum perenne 0,3 bis 0,6 mm sind. 
Die Blüten sind meist nur vormittags geöffnet. Er blüht von Mai bis Juli, manchmal bis September.
Die Chromosomenzahl beträgt 2n = 18.

## Verbreitung

### Standortansprüche
Linum austriacum wächst in sommerwarmen Trockenrasen und auf trockenen Bahnböschungen. Er bevorzugt steinige und meist kalkreiche Substrate. Er ist in Mitteleuropa eine Charakterart des Verbands Cirsio-Brachypodion, kommt aber auch in Gesellschaften des Verbands Dauco-Melilotion vor.
Die ökologischen Zeigerwerte nach Landolt et al. 2010 sind in der Schweiz: Feuchtezahl F = 1 (sehr trocken), Lichtzahl L = 4 (hell), Reaktionszahl R = 4 (neutral bis basisch), Temperaturzahl T = 4 (kollin), Nährstoffzahl N = 2 (nährstoffarm), Kontinentalitätszahl K = 5 (kontinental).

### Allgemeine Verbreitung
Die ursprüngliche Heimat von Linum austriacum ist Vorderasien. Der Österreichische Lein ist in Deutschland erstmals 1860 aus Thüringen belegt. Er wurde vermutlich angesalbt oder mit Saatgut eingeschleppt. Seitdem verwildert die Art und breitet sich weiter aus. Heute tritt der Österreichische Lein in Vorderasien bis Mittel- und Südosteuropa auf. In der Schweiz ist er allgemein selten, jedoch oft adventiv vorkommend. Er ist ein ost-submediterranes Florenelement.

### Verbreitung in Österreich
In Österreich kommt er im Pannonischen Gebiet zerstreut, ansonsten selten (wohl nur eingebürgert) in den Bundesländern Burgenland, Wien, Niederösterreich und Kärnten (eingebürgert in Oberösterreich, der Steiermark, Salzburg und Tirol) vor. Die Art gilt als gefährdet.

### Verbreitung in Deutschland
Linum austriacum kommt nur im mittleren Teil Deutschlands zerstreut bis selten vor. Darüber hinaus ist er zum Teil aus Kultur verwildert und stellenweise eingebürgert.

## Systematik
Man kann neun Unterarten unterscheiden:
- Linum austriacum L. subsp. austriacum: Sie kommt in Süd-, Ost- und Mitteleuropa vor und in der Türkei, im Kaukasusraum und im westlichen Sibirien.[5]
- Linum austriacum subsp. collinum (Juz.) Ockendon: Sie kommt in Portugal, Spanien, Italien, Sizilien, Griechenland und in Frankreich vor.[4]
- Linum austriacum subsp. euxinum (Juz.) Ockendon: Sie kommt auf der Krim vor.[4]
- Linum austriacum subsp. gaetulum Humbert: Sie kommt in Marokko und in Algerien vor.[4]
- Linum austriacum subsp. glaucescens (Boiss.) P.H. Davis: Sie kommt in der Türkei vor.[4]
- Linum austriacum subsp. gomaricum Font Quer: Sie kommt in Marokko vor.[4]
- Linum austriacum subsp. marschallianum (Juz.) Greuter & Burdet: Sie kommt auf der Krim vor.[4]
- Linum austriacum subsp. mauritanicum (Pomel) Greuter & Burdet: Sie kommt in Marokko und in Algerien vor.[4]
- Linum austriacum subsp. tommasinii (Rchb.) Greuter & Burdet: Sie kommt in Italien, Slowenien, Kroatien und in Bosnien-Herzegowina vor.[4]

## Historische Verwendung
Flachs wurde schon früh im Alten Ägypten verwendet, zunächst wurde die Faser aus Gemeinem Lein (Linum usitatissimum) gewonnen, seit 4000 v. Chr. wurde zunehmend Österreichischer Lein verwendet, der seit mindestens 2500 v. Chr. dort angebaut wurde.

## Artenschutz
Gefährdung in Deutschland: Kategorie 3: gefährdet !
Die Art ist nach BArtSchV besonders geschützt !

## Bilder

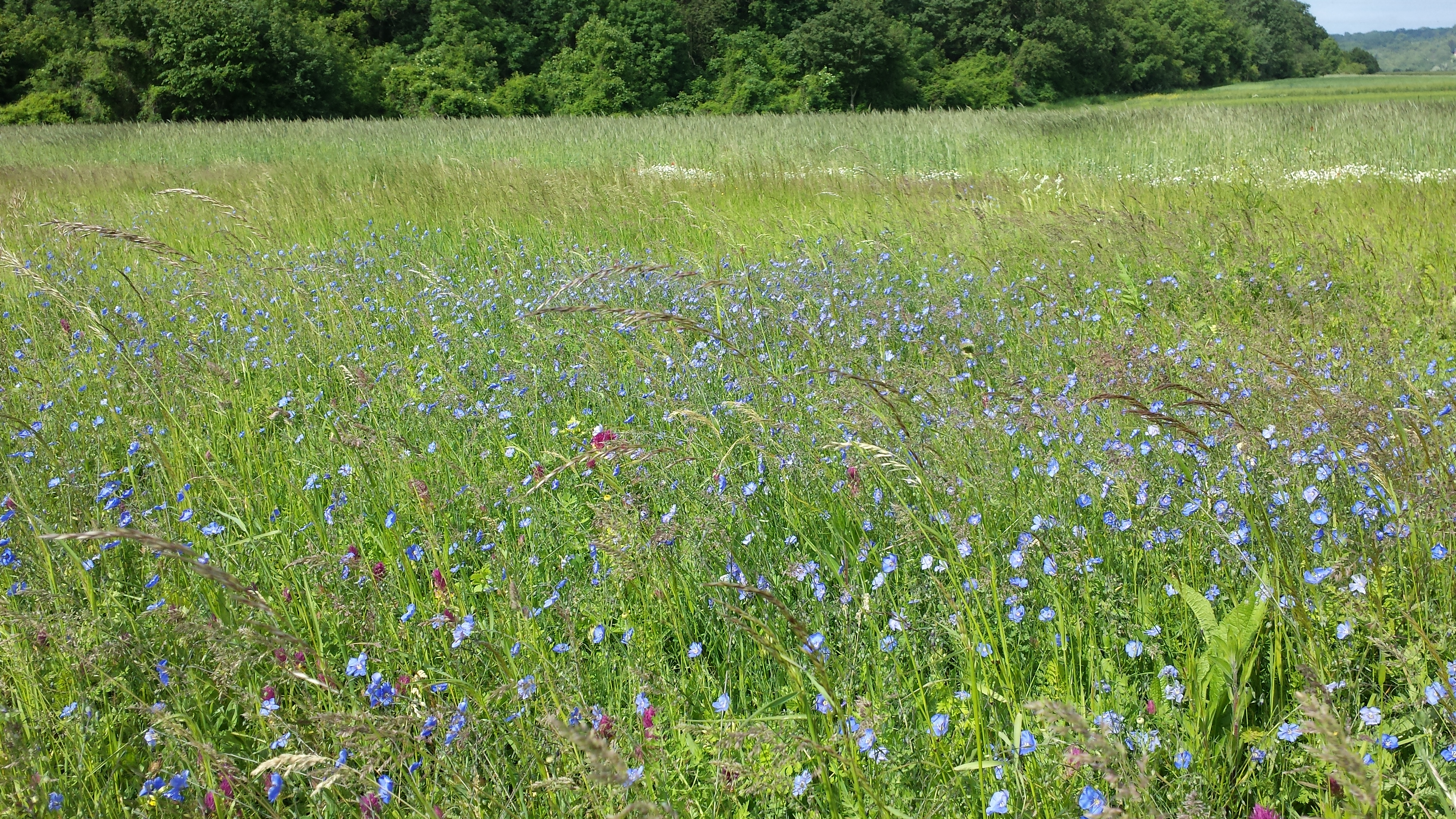
Habitat
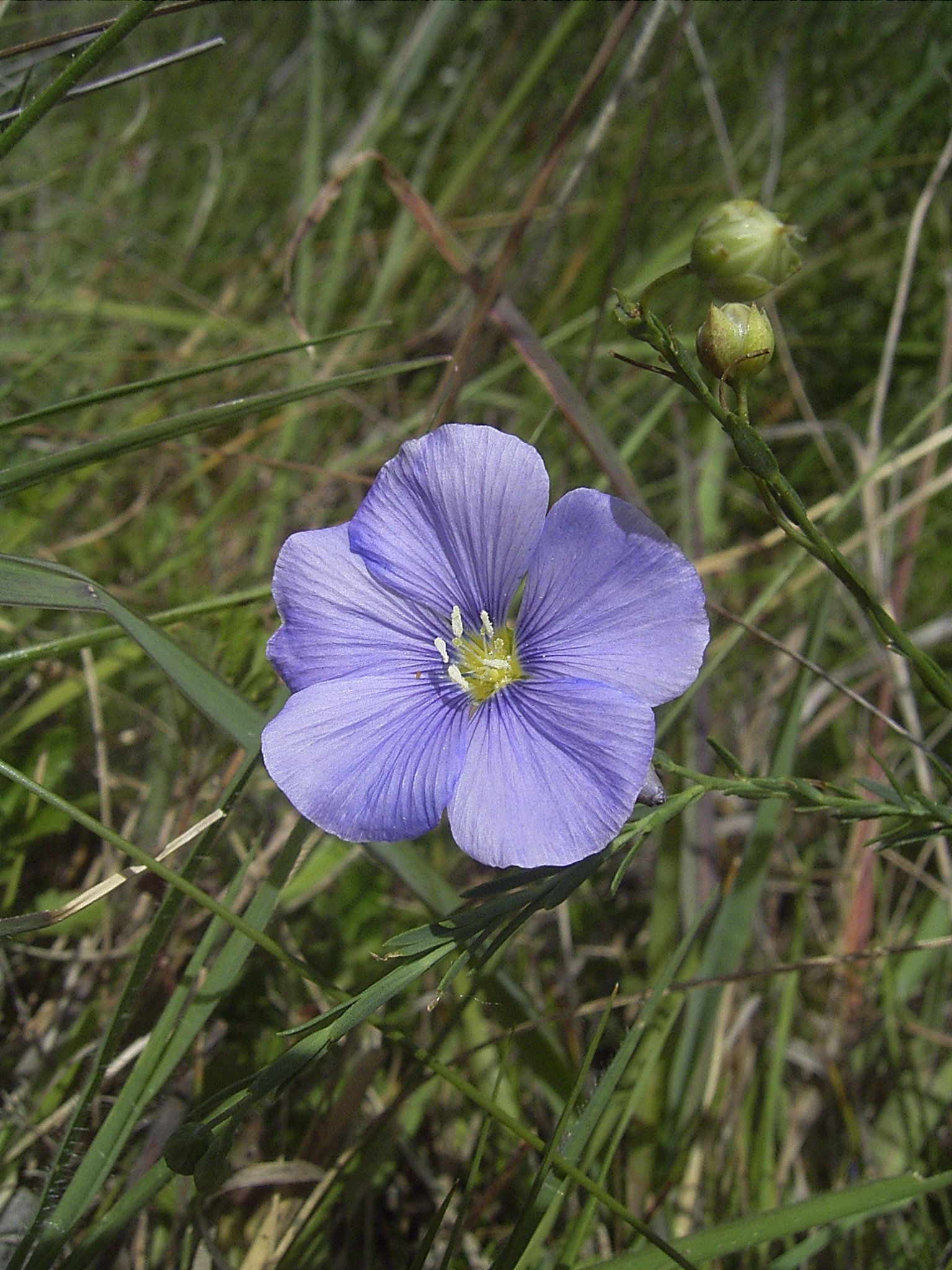
Blüte und Samenkapseln (oben rechts)
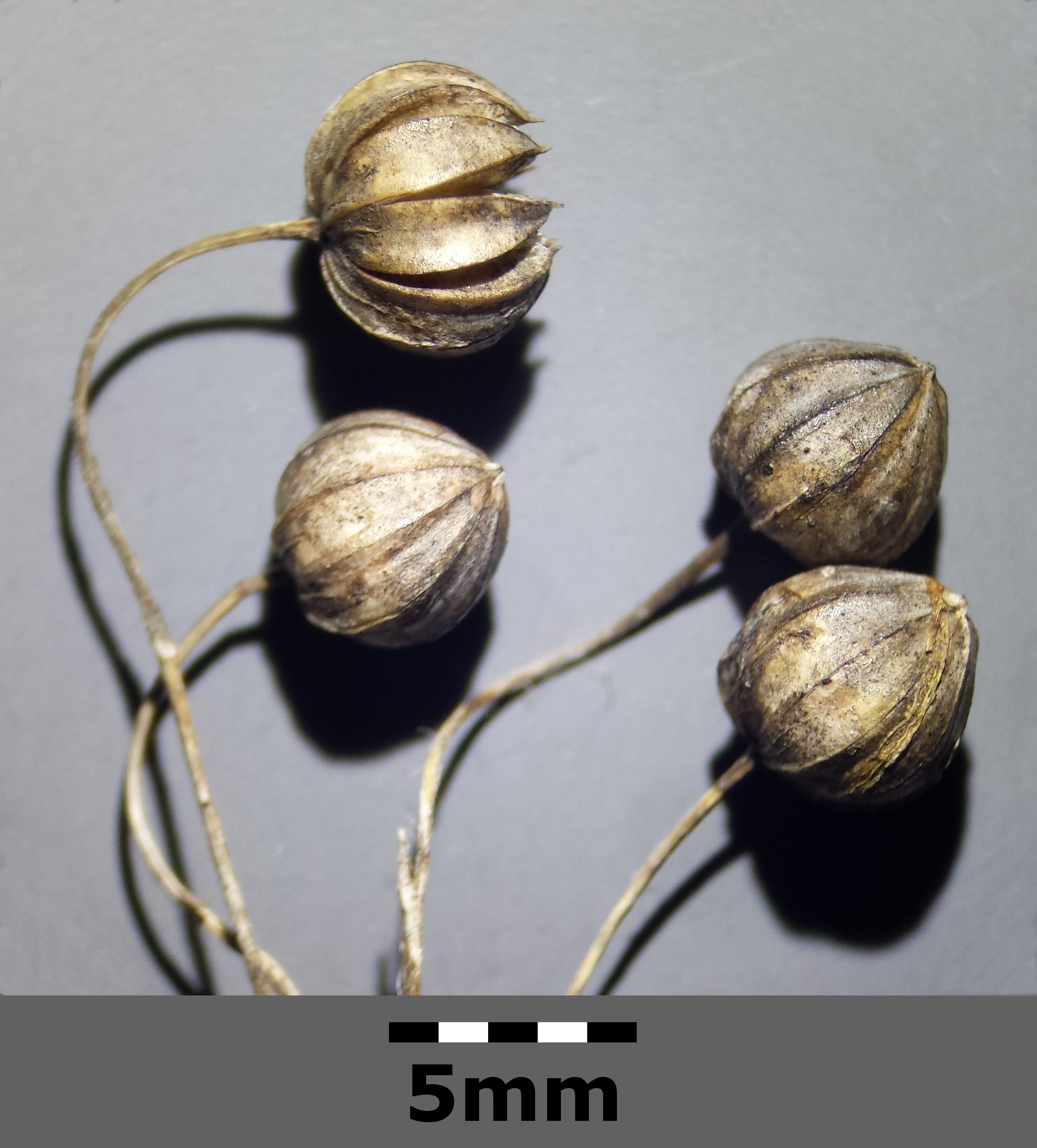
Reife Kapselfrüchte
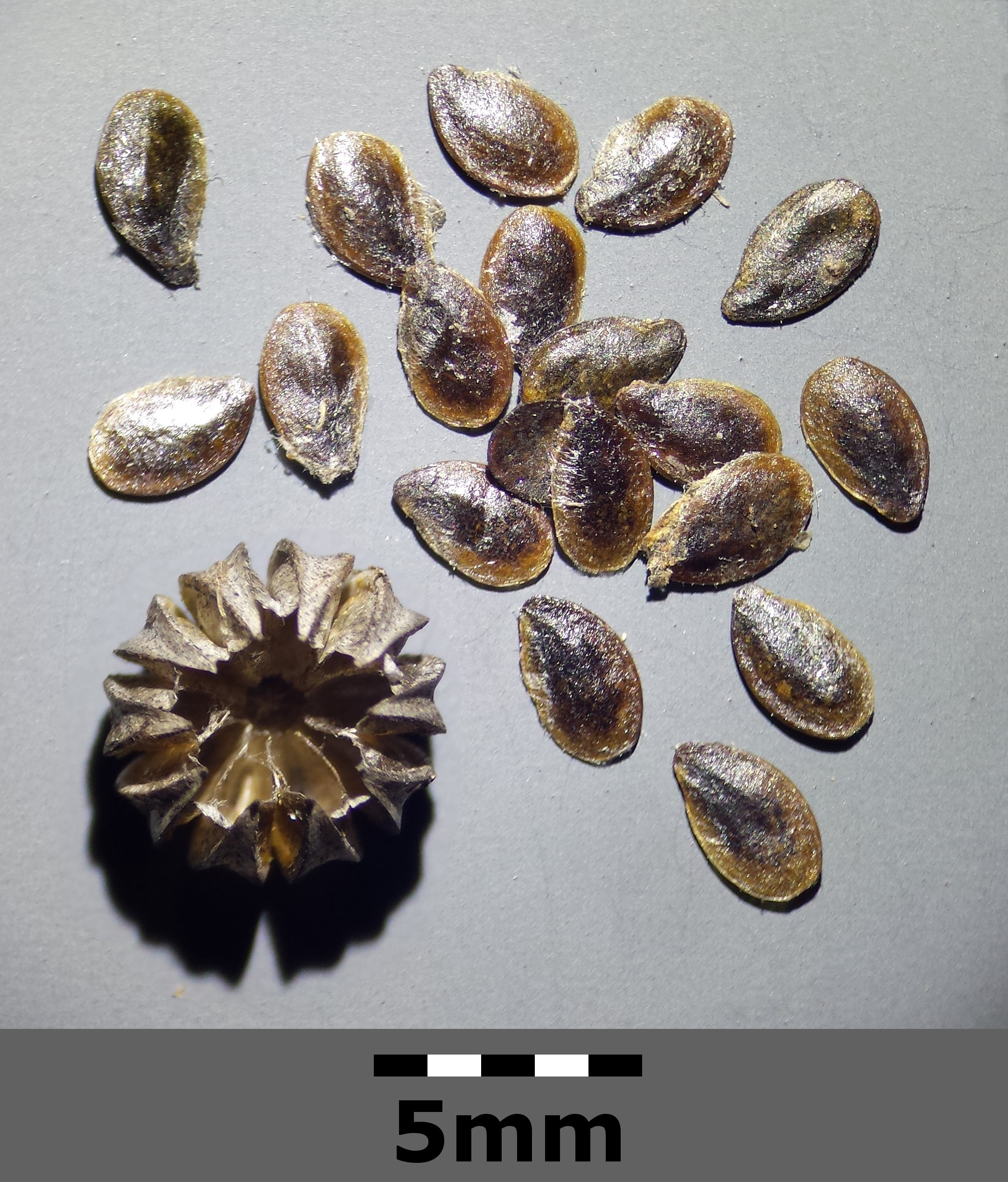
Geöffnete Kapselfrucht mit Samen
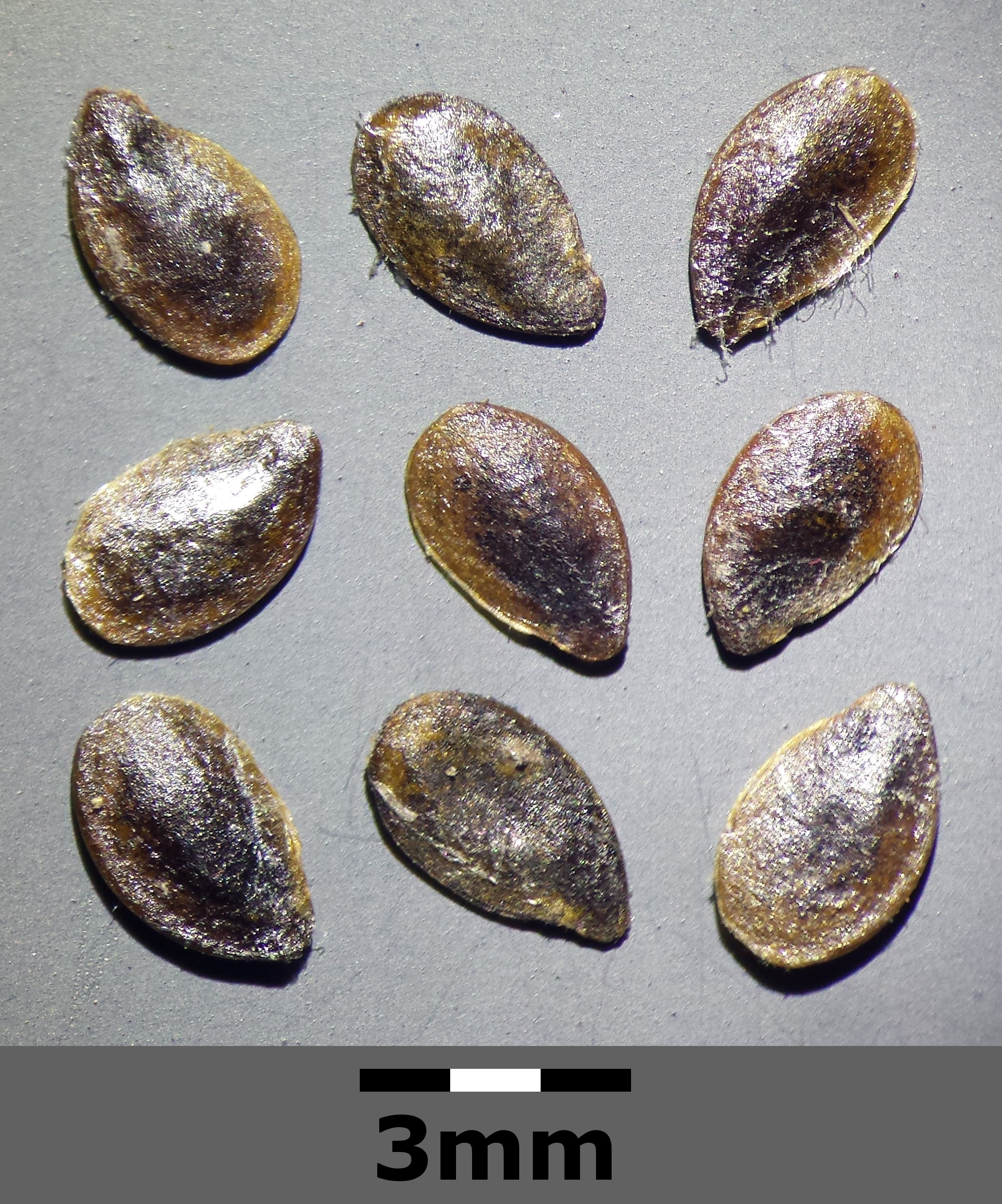
Samen